# Фаверцано (Бреша)
Фаверцано (итал. Faverzano) је насеље у Италији у округу Бреша, региону Ломбардија.
Према процени из 2011. у насељу је живело 430 становника. Насеље се налази на надморској висини од 70 м.